# Adriana Faranda
Adriana Faranda (Tortorici, 7 agosto 1950) è un'ex brigatista italiana, militante delle Brigate Rosse durante gli Anni di piombo.
Dopo aver militato in alcune formazioni minori di lotta armata attive a Roma, entrò a far parte delle Brigate Rosse, insieme al suo allora compagno Valerio Morucci, nell'estate del 1976, dirigendo la colonna romana e svolgendo un ruolo importante durante il sequestro Moro. Si distaccò dalle Brigate Rosse per contrasti sulle scelte strategiche dell'associazione terroristica nel gennaio 1979, fondando il Movimento Comunista Rivoluzionario. Arrestata il 30 maggio 1979 insieme a Morucci, durante gli anni ottanta si è dissociata dal terrorismo beneficiando successivamente delle riduzioni di pena previste dalla legge 18 febbraio 1987 n.34, e uscendo dal carcere nel 1994.

## Biografia

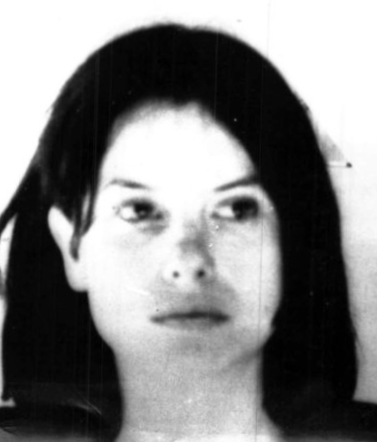
Adriana Faranda nella foto segnaletica diffusa.

Nata e cresciuta a Tortorici (provincia di Messina) da un'abbiente famiglia borghese (il padre ricopriva il ruolo di avvocato generale dello Stato a Messina), una volta terminato il ciclo regolare di studio in Sicilia, s'iscrive alla facoltà di Lettere presso La Sapienza di Roma, dove ebbe modo di maturare una propria coscienza politica, cominciando a militare nelle file di Potere Operaio. 
Nel 1970 si sposa con Luigi Rosati (all'epoca dirigente di Potere Operaio) con cui avrà nell'anno seguente una bambina Alexandra, così chiamata in onore della rivoluzionaria marxista russa Aleksandra Michajlovna Kollontaj.
Nel 1973, assieme ad altri militanti, fra i quali Bruno Seghetti ed il suo nuovo compagno Valerio Morucci, fu tra i fondatori del gruppo LAPP (Lotta Armata Potere Proletario), braccio armato dell'organizzazione operaista; successivamente, entrò con Morucci nelle Brigate Rosse, all'interno delle quali ricoprì ruoli direttivi con il nome in codice di Alexandra, in riferimento alla figlia quanto alla celebre rivoluzionaria.

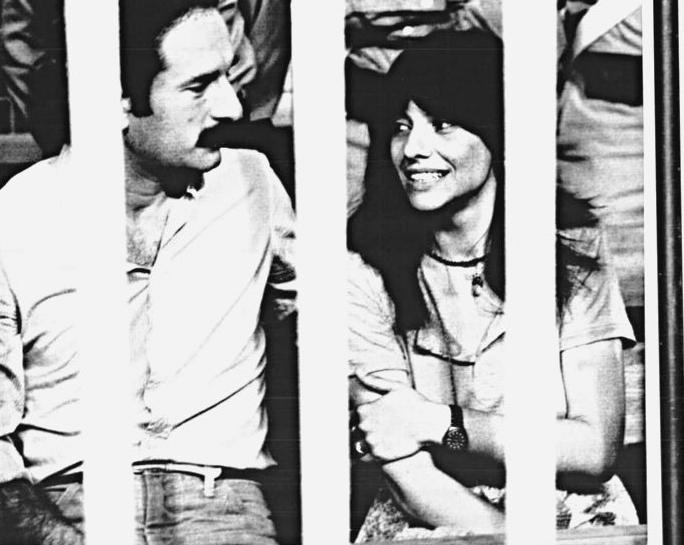
Adriana Faranda e Valerio Morucci durante il processo Moro (1980)

Fece parte della direzione delle BR e fu tra i componenti della colonna romana (insieme a Mario Moretti, Prospero Gallinari, Bruno Seghetti, Valerio Morucci, Germano Maccari e Barbara Balzerani) che organizzarono il sequestro di Aldo Moro. Durante il rapimento dell'allora presidente della DC, agì come "postina".
Nel gennaio del 1979, per dissensi interni, decise assieme a Valerio Morucci di abbandonare l'organizzazione brigatista. Una volta fuoriusciti dalle BR, i due tentarono di creare, assieme ad altri, una nuova formazione di lotta armata, il Movimento Comunista Rivoluzionario (MCR).
Essendo però stata identificata dopo il rapimento di Moro come colei che aveva acquistato i tre berretti dell'Alitalia usati per compiere l'agguato di via Fani, fu arrestata a Roma, il 29 maggio del 1979, nell'appartamento al quarto piano di viale Giulio Cesare 47; insieme a lei furono arrestati anche Morucci e la proprietaria dell'appartamento, Giuliana Conforto (vecchia militante di gruppi della sinistra extraparlamentare, tra cui Potere Operaio, nonché figlia di Giorgio Conforto, spia del KGB) ,. A seguito di ciò, fu tra i promotori della pratica della "dissociazione" (ammissione delle proprie responsabilità nelle azioni a lei ascritte, senza però la denuncia di complici o collaborazione stretta con le forze dell'ordine), a cui le Istituzioni risposero con la legge del 18 febbraio 1987 n. 34, in base alla quale insieme a tutti gli altri dissociati beneficiò degli sgravi di pena, e ricostruì il proprio ruolo nella dinamica del sequestro Moro nel corso dei diversi processi. Uscì in libertà condizionale nel 1994. È autrice di una autobiografia, in cui racconta degli anni che ha trascorso in carcere dopo l'arresto per la militanza nelle Brigate Rosse.
Negli anni successivi si è impegnata in un percorso di giustizia riparativa, narrato e analizzato nel volume pubblicato nel 2015 da Il Saggiatore Il libro dell'incontro. Vittime e responsabili della lotta armata a confronto. Del percorso di giustizia riparativa, Adriana Faranda ha parlato anche in diverse occasioni pubbliche, insieme a parenti delle vittime della lotta armata, quali Agnese Moro, una dei figli di Aldo Moro, e Giorgio Bazzega, figlio del maresciallo dell'antiterrorismo Sergio Bazzega.

## Nei media

### Filmografia su Adriana Faranda
- Buongiorno, notte (2003), interpretata da Maya Sansa – Il personaggio di "Chiara", seppur di fantasia, è un calco tra l'ex brigatiste Adriana Faranda e Anna Laura Braghetti.
- Aldo Moro - Il presidente (miniserie serie TV, 2008), interpretata da Donatella Finocchiaro.
- Il caso Moro (1986), la brigatista interpretata da Consuelo Ferrara probabilmente corrisponde ad Adriana Faranda.
- Esterno notte (film TV, 2022), interpretata da Daniela Marra – Adattato anche in miniserie TV da tre puntate e sei episodi, in onda su Rai 1 il 14-15, 17 novembre dello stesso anno.

### Filmografia
Il siero della vanità, regia di Alex Infascelli (2004) – cameo

## Opere
- Adriana Faranda, Il volo della Farfalla, Milano, Rizzoli, 2006, ISBN 88-17-01053-7, SBN LO11053043.